# Кусинка
Кусинка — река в России, протекает в Киришском районе Ленинградской области. Устье реки находится в 6 км по левому берегу реки Тигода в деревне Кусино. Длина реки составляет 26 км, площадь водосборного бассейна 149 км².
В 70 — 90 гг прошлого столетия река пользовалась популярностью у рыболовов, несмотря на свои размеры. Заходившая на нерест по полной воде рыба не могла вернуться в Тигоду из-за наличия плотин-мостов (для передвижения с/х техники) в нижнем течении реки. В настоящее время река практически безрыбная, за исключением низовья.

## Данные водного реестра
По данным государственного водного реестра России относится к Балтийскому бассейновому округу, водохозяйственный участок реки — Волхов, речной подбассейн реки — Волхов. Относится к речному бассейну реки Нева (включая бассейны рек Онежского и Ладожского озера).
Код объекта в государственном водном реестре — 01040200612102000019377.